# Baron Samedi
Baron Samedi (dosłownie: Baron Sobota) – w religii voodoo duch (loa), przywódca i ojciec wszystkich duchów śmierci Guédé, pan podziemi, mistrz magii. Jego żoną jest Maman Brigitte. Święto Barona trwa od 30 października do 3 listopada.
Przebywa na cmentarzach pod postacią szkieletu (lub starca z długą, białą brodą), ubranego jak właściciel zakładu pogrzebowego: w czarny surdut i cylinder lub melonik. Jest lubieżny i chciwy, chętnie zagarnia ofiary złożone innym loa (istotom duchowym). Mimo to jest niezbędny we wszystkich rytuałach voodoo, ponieważ może ułatwić lub uniemożliwić kontakt z przywoływanymi duchami zmarłych. Przed ekshumacją (w celu pobrania części zwłok potrzebnych w rytuałach i do wytwarzania amuletów i talizmanów) zawsze ofiarowuje się Baronowi Samedi liście akacji jako ofiarę przebłagalną. Baron spełnia także inne prośby wyznawców w zamian za ofiarowane mu cygara, rum i placki. W sanktuariach jego symbolem jest drewniany krzyż, zwieńczony melonikiem i owinięty czarnym płaszczem lub kamizelką. Na cmentarzach umieszcza się poświęcony mu krzyż, ozdobiony fioletowymi kwiatami i świecami. Na Haiti, w zaduszki śpiewa się ku jego czci na cmentarzach zmysłowe, erotyczne i wesołe pieśni, aby zjednać jego przychylność.

Veve